# Donkey Kong (videojuego de 1994)
Donkey Kong (ドンキーコング Donkī Kongu?) es juego de plataformas, que también contiene elementos de puzles, desarrollado en 1994 por Nintendo para sistema de videojuegos portátil Game Boy. Donkey Kong está basado en el juego de arcade del mismo nombre del año 1981 y en su secuela Donkey Kong Jr. El juego es también conocido como Game Boy Donkey Kong (como se ve en la pantalla del título) y también como Donkey Kong '94 (el título promocional antes del lanzamiento) para diferenciarlo del juego de arcade de 1981. Al igual que en el original de arcade y en la versión de NES, el jugador toma el control de Mario y debe rescatar a Pauline de Donkey Kong (que han sido rediseñados para este juego). Donkey Kong Jr. también hace una aparición en el juego en algunos niveles, ayudando a su padre a obstaculizar el progreso de Mario.

## Continuaciones
Diez años más tarde, fue planeada una versión mejorada para Game Boy Advance, titulada Donkey Kong Plus. Además de gráficos y fondos mejorados, el remake propuesto también presentaba un diseñador de niveles accesible a través de la Nintendo GameCube. El juego en última instancia, resurgió como Mario vs. Donkey Kong, un juego completamente nuevo con una mecánica de juego similar. Fue seguido por una secuela titulada Mario vs. Donkey Kong 2: March of the Minis, que incluía un diseñador de niveles.

## Recepción
Donkey Kong fue relanzado como un título de Player's Choice, lo que indica que el juego ha vendido más de 1 millón de copias.
Donkey Kong fue premiado como Mejor juego de Game Boy de 1994 por Electronic Gaming Monthly.